# Salar (Granada)
Salar es una localidad y municipio español situado en la parte meridional de la comarca de Loja, en la provincia de Granada, comunidad autónoma de Andalucía. Limita con los municipios de Huétor Tájar, Moraleda de Zafayona, Alhama de Granada y Loja. Su población es de 2597 habitantes (INE 2024).

## Historia
El nombre parece que deriva del romance Sall, del latín Sallere (salar) y cuyo significado más concordante sería salebrus "terreno áspero, rudo, de muchos barrancos".
La existencia ocupacional datada en diversos puntos de la geografía salareña, arranca del neolítico superior, con hallazgos de cultura achelense en algunas cuevas del entorno y una posterior ocupación romana en las ruinas de Gabino, con el hallazgo de numerosas monedas, fíbulas, y pequeñas estatuillas ornamentales de época tardía probablemente entre los siglos III y 
IV d. C.
La ocupación árabe, aparte de numerosos elementos toponímicos ha dejado un torreón bastante bien conservado, y de propiedad privada, en cuyo entorno había un recinto amurallado que guarnecía a esta población. La toma de la misma el 29 de mayo de 1486 por Hernán Pérez del Pulgar y Osorio, le llevó a ser feudo, mayorazgo y señorío de los Pulgares hasta principios del siglo XX.
Desde 1559 inicia sus pleitos jurisdiccionales con la ciudad de Loja, pleitos que se extienden hasta el año 1817 que finalizan con un pacto tácito entre ambas poblaciones.
Participa en todos los avatares tumultuosos del siglo XIX, Guerra de la Independencia contra los franceses, revuelta de Rafael Pérez del Álamo, en 1861 que es mayoritaria apoyada por campesinos de la villa, pagando con la vida su cabecilla Antonio Rosas Moreno.
Adherida a todos los elementos revolucionarios y en torno al campesinado, esta población ha estado siempre marcada y especialmente desde que se produjo el asesinato de Antonio Enciso y Vico en febrero de 1883, administrador de los Rodríguez Acosta, por un estado continuo de lucha contra los abusos del régimen feudal que alargaron sus propietarios hasta principios del XX.

## Geografía

### Situación
Integrado en la comarca de Loja, se encuentra situado a 52 kilómetros de la capital provincial. El término municipal está atravesado por la autovía A-92, que conecta las ciudades de Málaga y Sevilla con Granada, Almería y Murcia.
El pueblo se ubica sobre una pequeña ladera levemente inclinada cuyo pie reposa en el arroyo de Salar.
| Noroeste: Loja y Huétor Tájar | Norte: Huétor Tájar    | Nordeste: Huétor Tájar                         |
| Oeste: Loja                   |                        | Este: Moraleda de Zafayona y Alhama de Granada |
| Suroeste: Loja                | Sur: Alhama de Granada | Sureste: Alhama de Granada                     |

## Demografía
Salar cuenta con una población de 2597 habitantes (INE 2024).
| Gráfica de evolución demográfica de Salar entre 1842 y 2021                                                         |
| |
| Población de derecho según los censos de población del INE Población de hecho según los censos de población del INE |

## Economía

### Evolución de la deuda viva municipal
| Gráfica de evolución de la deuda viva del Ayuntamiento de Salar entre 2008 y 2019                                |
| |
| Deuda viva del Ayuntamiento de Salar en miles de euros según datos del Ministerio de Hacienda y Función Pública. |

## Administración y política
Los resultados en Salar de las últimas elecciones municipales, celebradas en mayo de 2023, son:
| Elecciones Municipales - Salar (2023) | Elecciones Municipales - Salar (2023)         | Elecciones Municipales - Salar (2023) | Elecciones Municipales - Salar (2023) | Elecciones Municipales - Salar (2023) |
| Partido político                      | Partido político                              | Votos                                 | Votos                                 | Concejales                            |
| ------------------------------------- | --------------------------------------------- | ------------------------------------- | ------------------------------------- | ------------------------------------- |
|                                       | Izquierda Unida Para la Gente (PARA LA GENTE) | 1052                                  | 63,71 %                               | 8                                     |
|                                       | Partido Socialista Obrero Español (PSOE)      | 457                                   | 27,68 %                               | 3                                     |
|                                       | Partido Popular (PP)                          | 125                                   | 7,57 %                                | 0                                     |

### Alcaldes
| Legislatura | Nombre                                                                    | Grupo |
| ----------- | ------------------------------------------------------------------------- | ----- |
| 1979-1983   | Fernando Pinilla Moreno                                                   | PCE   |
| 1983-1987   | Rafael Vargas Corpas                                                      | PSOE  |
| 1987-1991   | Fernando Pinilla Moreno                                                   | IU    |
| 1991-1995   | Rafael Vargas Corpas                                                      | PSOE  |
| 1995-1999   | Emilio Pinilla Ordóñez                                                    | IU    |
| 1999-2003   | Emilio Pinilla Ordóñez                                                    | IU    |
| 2003-2007   | Ana Conde Trescastro                                                      | PSOE  |
| 2007-2011   | Ana Conde Trescastro                                                      | PSOE  |
| 2011-2015   | Ana Conde Trescastro (2011-2014) María del Mar Corpas Salinas (2014-2015) | PSOE  |
| 2015-2019   | Armando Moya Castilla                                                     | IU    |
| 2019-2023   | Armando Moya Castilla                                                     | IU    |
| 2023-act.   | Armando Moya Castilla                                                     | IU    |

## Geología
Salar está provisto en sus proximidades de una serie de manantiales termominerales ligados a su vez a un sistema de flujo profundo de aguas subterráneas debido a la descarga de las aguas del acuífero kárstico de Sierra Gorda.
Por su importancia destacan tres manantiales que reciben el nombre de Membrillo, Bañuelo y La Fuente Alta.
El carácter hidrotermal y la estrecha relación de estos manantiales con el acuífero de Sierra Gorda no empezaron a ser puestos de manifiesto hasta los trabajos de López Chicano (1989) y Diputación Provincial de Granada-ITGE (1990), probablemente debido a que la temperatura de surgencia no es muy elevada. Pero el análisis químico de la composición de las aguas ha puesto de manifiesto las anomalías químicas necesarias para poder considerar dichas aguas como procedentes de un manantial termomineral.

## Cultura

### Patrimonio

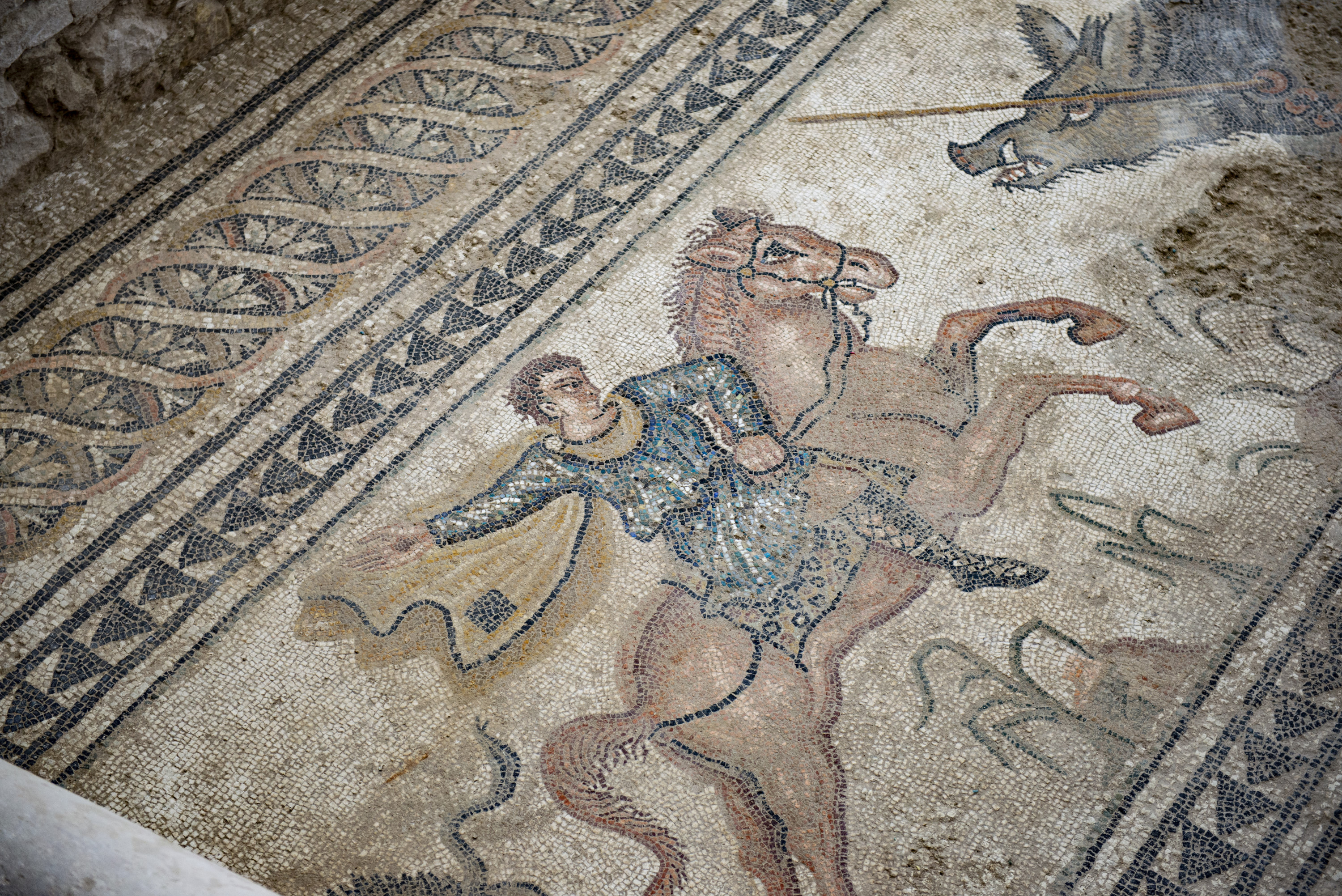
Detalle de un mosaico de la villa romana de Salar

Entre los lugares de interés destaca la villa romana de Salar, del I al siglo III d. C., y siglo IV al siglo VI d. C., situada en el paraje del Canuto. La iglesia parroquial de Santa Ana, que se construyó en 1501 sustituyendo a una mezquita; más adelante, debido al aumento de la población, se amplió. Y el Bañuelo, un nacimiento de agua semitermal procedente de una ramificación de las de Alhama; antiguamente se utilizaba para el baño y aseo de vecinos. En 2018, haciendo trabajos de arqueología, se descubrió varias piezas escultóricas, entre las que destaca la única Venus sin decapitar en toda la península Ibérica. Actualmente esta escultura se encuentra en estudios y trabajos de conservación.

### Fiestas
El 17 de enero, por San Antón, hay costumbre de subir al monte a recoger esparto seco para confeccionar antorchas y encenderlas esa noche en las calles. El 2 de febrero se celebra el día de la Candelaria, en el que las calles se llenan de lumbres; en este día la comida típica es roscas de pan con chocolate. El día 25 de abril se celebra San Marcos, donde los vecinos van al campo a comer bollos de aceite y los populares hornazos.
El 26 de julio se celebran las fiestas patronales en honor a Santa Ana.
Por último, el 31 de octubre se celebra la fiesta de las Castañas y es costumbre reunirse en las casas, asar castañas y hacer gachas del Diablo.

## Hermanamiento
- Chederia, Sáhara Occidental[6]